# Errore congiuntivo
In filologia l'errore congiuntivo è, con l'errore separativo, uno degli errori significativi, la cui ricerca è una delle procedure fondamentali del Metodo di Lachmann. 
La definizione più nota di errore congiuntivo è stata fornita da Paul Maas:
Nel metodo lachmanniano, un errore congiuntivo comune a tutti i codici di una determinata opera, è sufficiente e necessario a provare l'esistenza di un archetipo all'origine della tradizione manoscritta.